# 伊斯坦布尔申办2020年夏季奥运会计划
伊斯坦堡申辦2020年夏季奧運會計劃（土耳其语：İstanbul 2020）是伊斯坦布尔和土耳其国家奥林匹克委员会共同申辦2020年夏季奥运会計劃。2013年9月7日，在阿根廷首都布宜诺斯艾利斯举行的第125届国际奥委会全体会议上决定2020年夏季奥运会申办城市。
2013年9月7日，在阿根廷首都布宜諾斯艾利斯舉行的第125屆國際奧委會全體會議上決定2020年夏季奧運會申辦城市為東京。

## 申辦贊助商
- 土耳其航空